# Alojzy Gluth-Nowowiejski

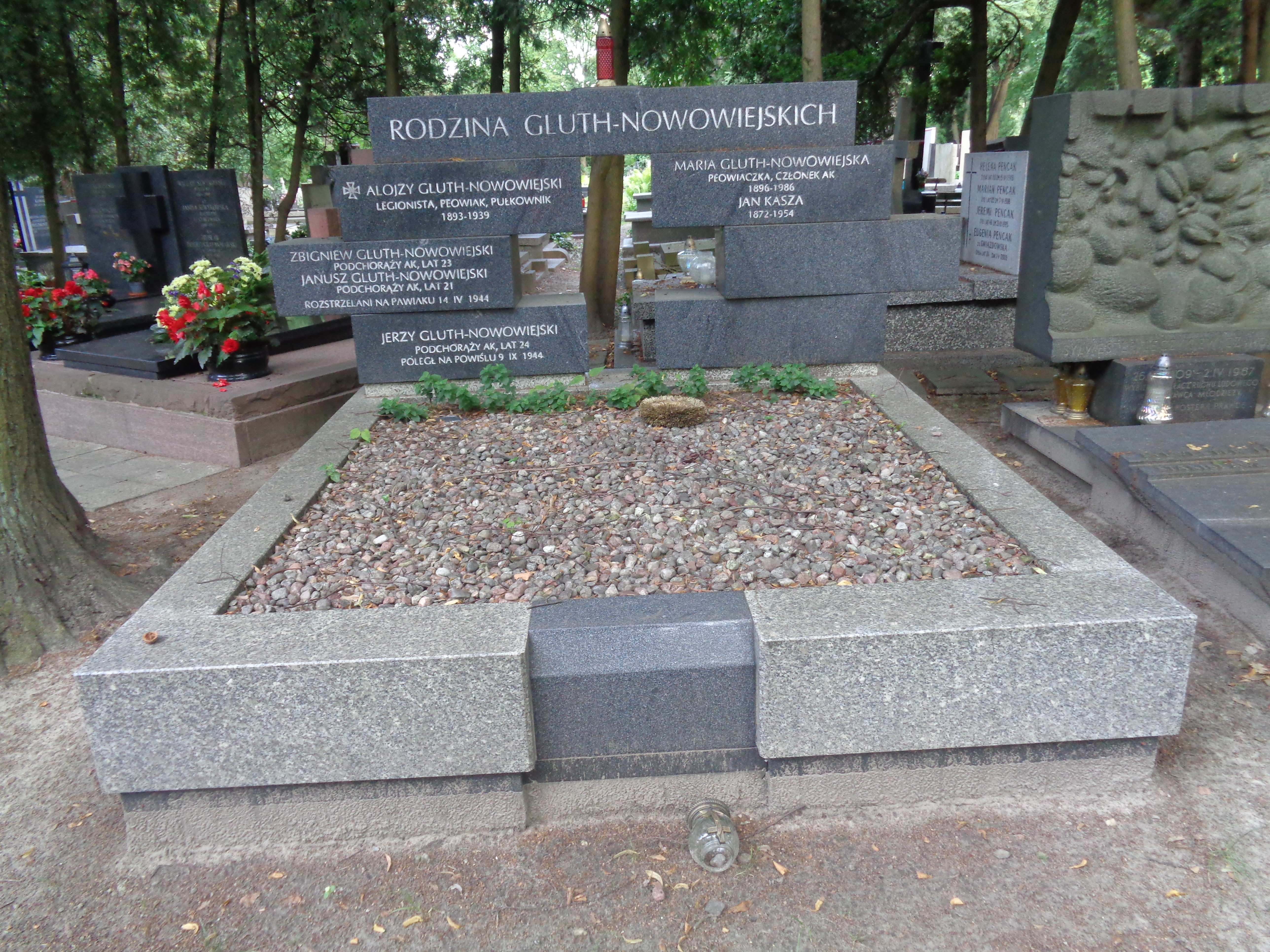
Grób Alojzego Gluth-Nowowiejskiego na Cmentarzu Wojskowym na Powązkach

Alojzy Gluth-Nowowiejski (ur. 26 stycznia 1893 w Stróżach Wyżnych, zm. 6 czerwca 1939 w Warszawie) – pułkownik korpusu kontrolerów Wojska Polskiego, oficer Legionów Polskich, komendant okręgu kieleckiego POW, zastępca szefa Korpusu Kontrolerów, szef Samodzielnego Wydziału Wojskowego w Ministerstwie Spraw Wewnętrznych II RP oraz Biura Usprawnienia Administracji Państwowej przy Prezydium Rady Ministrów, w latach 1936–1937 prezes CWKS Legia Warszawa, kawaler Orderu Virtuti Militari.

## Życiorys
Urodził się 26 stycznia 1893 w Stróżach Wyżnych, w ówczesnym powiecie grybowskim Królestwa Galicji i Lodomerii, w rodzinie Józefa i Marii z Ostrowskich. Uczęszczał do szkoły realnej w Tarnowie (1906–1910) i gimnazjum w Krakowie (1911–1914). Od 31 X 1912 należał do Polskich Drużyn Strzeleckich w Krakowie. Bezpośrednio przed wybuchem I wojny światowej uczestniczył w kursie podoficerskim Polskich Drużyn Strzeleckich w Nowym Sączu. 
4 sierpnia 1914 roku wyruszył z 1 kompanią kadrową do Królestwa. Następnie służył w Legionach Polskich. Był komendantem plutonu, a następnie komendantem kompanii i adiutantem 7 pułku piechoty. 2 lipca 1915 roku awansował do stopnia porucznika. Od 29 września 1916 roku był adiutantem 5 pułku piechoty. Po kryzysie przysięgowym został internowany. 3 XI 1917 na własną prośbę został  wcielony do cesarskiej i królewskiej armii Austro-Węgier i skierowany na front włoski. 1 lutego 1918 roku zdezerterował, wrócił do kraju i objął stanowisko komendanta Okręgu Polskiej Organizacji Wojskowej w Kielcach. Zorganizował oddziały lotne POW w powiatach jędrzejowskim, stopnickim i włoszczowskim. W lipcu 1918 dowodził akcją uwolnienia z więzienia kieleckiego skazanego przez wojskowy sąd austriacki na karę śmierci członka POW - Kardasa. Po czym poszukiwany przez Austriaków przedostał się do Warszawy. Tam prowadził zajęcia dla Pogotowia Bojowego PPS. W listopadzie 1918 uczestniczył w akcji rozbrojenia Niemców w Warszawie. 
Przyjęty do Wojska Polskiego, awansował 10 listopada 1918 roku do stopnia kapitana. 15 lipca 1920 roku został zatwierdzony z dniem 1 kwietnia 1920 roku w stopniu majora, w piechocie, w grupie oficerów byłych Legionów Polskich. Pełnił wówczas służbę w Dowództwie Okręgu Generalnego „Poznań” w Poznaniu. 29 września 1920 roku został mianowany szefem sztabu Dowództwa Strzelców Granicznych. 1 czerwca 1921 roku pełnił służbę w Dowództwie Okręgu Generalnego „Warszawa”, a jego oddziałem macierzystym był wówczas 5 pułk piechoty Legionów. 3 maja 1922 roku został zweryfikowany w stopniu majora ze starszeństwem z dniem 1 czerwca 1919 roku i 30. lokatą w korpusie oficerów piechoty. W 1923 roku pełnił służbę w Grupie III Korpusu Kontrolerów, której inspektorem był pułkownik Czesław Sidorowicz. W 1924 roku pełnił służbę w Grupie IX Korpusu Kontrolerów, której szefem był pułkownik Władysław Struś. 1 grudnia 1924 roku awansował do stopnia podpułkownika ze starszeństwem z dniem 15 sierpnia 1924 roku i 1. lokatą w korpusie oficerów kontrolerów. W 1928 roku pełnił obowiązki szefa Grupy III Korpusu Kontrolerów. 18 lutego 1930 roku awansował do stopnia pułkownika ze starszeństwem z dniem 1 stycznia 1930 roku i 1. lokatą w korpusie oficerów kontrolerów. Pełnił funkcję szefa Samodzielnego Wydziału Wojskowego w Ministerstwie Spraw Wewnętrznych. W grudniu 1930 roku został zwolniony ze stanowiska w Ministerstwie Spraw Wewnętrznych z równoczesnym oddaniem do dyspozycji Prezesa Rady Ministrów, zostając szefem Biura Usprawnienia Administracji Państwowej przy Prezydium Rady Ministrów. W 1932 roku był szefem Grupy Korpusu Kontrolerów. Następnie pełnił służbę na stanowisku zastępcy szefa Korpusu Kontrolerów. W okresie od 6 czerwca 1936 roku do 15 stycznia 1937 roku obowiązki służbowe łączył z funkcją prezesa Wojskowego Klubu Sportowego „Legia” Warszawa. W latach 30. był członkiem zarządu głównego Związku Strzeleckiego.
Zmarł nagle 6 czerwca 1939 w Warszawie wskutek powikłań po zapaleniu wyrostka robaczkowego. Został pochowany 9 czerwca 1939 w kwaterze legionowej Cmentarza Wojskowego na Powązkach (kwatera A21-tuje-1/2). 

## Rodzina
W 1919 ożenił się z Marią Bronisławą z Kaszów (1896–1986), członkinią POW ps. „Mirska” w Miechowie, odznaczoną Krzyżem Walecznych i Medalem Niepodległości, z którą miał czterech synów, w tym bliźniaków Zbigniewa i Jana, uczniów Gimnazjum Stefana Batorego i żołnierzy Armii Krajowej:
- Zbigniewa ps. „Nowacki”, „Nowak” (1920–1944), rozstrzelany na Pawiaku
- Janusza ps. „Ścieżyński” (1920–1944), rozstrzelany na Pawiaku
- Jerzego ps. „Pigi” (1922–1944), kapral podchorąży w 2. kompanii Batalionu Golski[24], poległ na Powiślu
- Wacława ps. „Wacek” (1926–2024), plutonowy podchorąży, dowódca drużyny w Zgrupowaniu „Żmija”[25][26], po wojnie robinson warszawski i dziennikarz

## Ordery i odznaczenia
- Krzyż Srebrny Orderu Wojskowego Virtuti Militari nr 6562 (17 maja 1922)[27][28]
- Krzyż Niepodległości (20 stycznia 1931)[29]
- Krzyż Oficerski Orderu Odrodzenia Polski (10 listopada 1928)[30]
- Krzyż Walecznych (czterokrotnie, po raz pierwszy i drugi za służbę w POW w b. zaborze austriackim i b. okupacji austriackiej)[31]
- Złoty Krzyż Zasługi (dwukrotnie: 16 marca 1928[32][33], 19 kwietnia 1938[34])
- Medal Pamiątkowy za Wojnę 1918–1921
- Medal Dziesięciolecia Odzyskanej Niepodległości
- Srebrny Medal za Długoletnią Służbę
- Brązowy Medal za Długoletnią Służbę
- Krzyż Komandorski Orderu Feniksa (Grecja, 1932)[35]